# Yaginumaella supina
Yaginumaella supina là một loài nhện trong họ Salticidae. Loài này được phát hiện ở Bhutan.